# معابد الحجرات
مَعَابِدُ الحَجَرَاتِ (بالمالطية: It-Tempji ta' Ħaġrat) تقع في مدينة المجر في مالطة، وهي موقع مدرج قائمة ضمن التراث العالمي في منظمة اليونسكو، ويضم العديد من المعابد المبنية بالأحجار الميجاليث. ويعتبر من أقدم المواقع الدينية على سطح الأرض. ويرجع تاريخ بناؤه إلى ما قبل عام 3600 قبل الميلاد.

## معرض صور

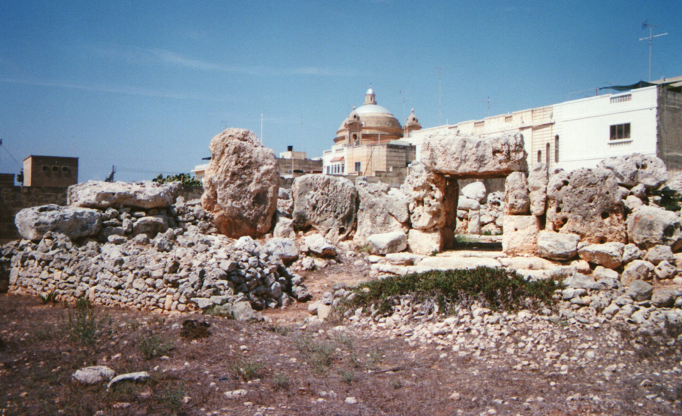
تاهاجيرات1
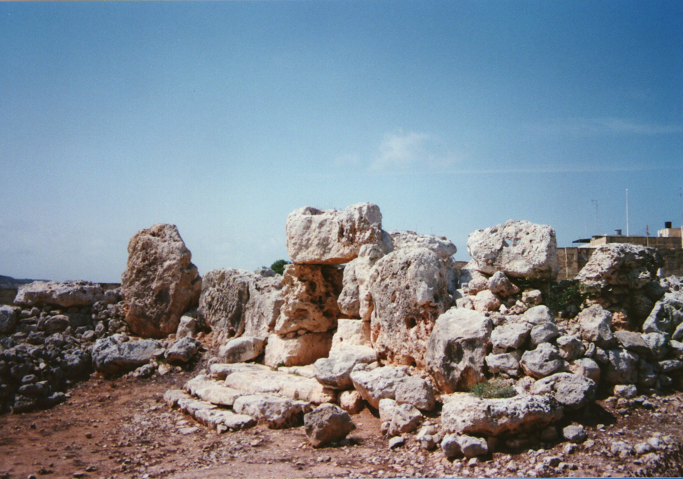
تاهاجيرات 2
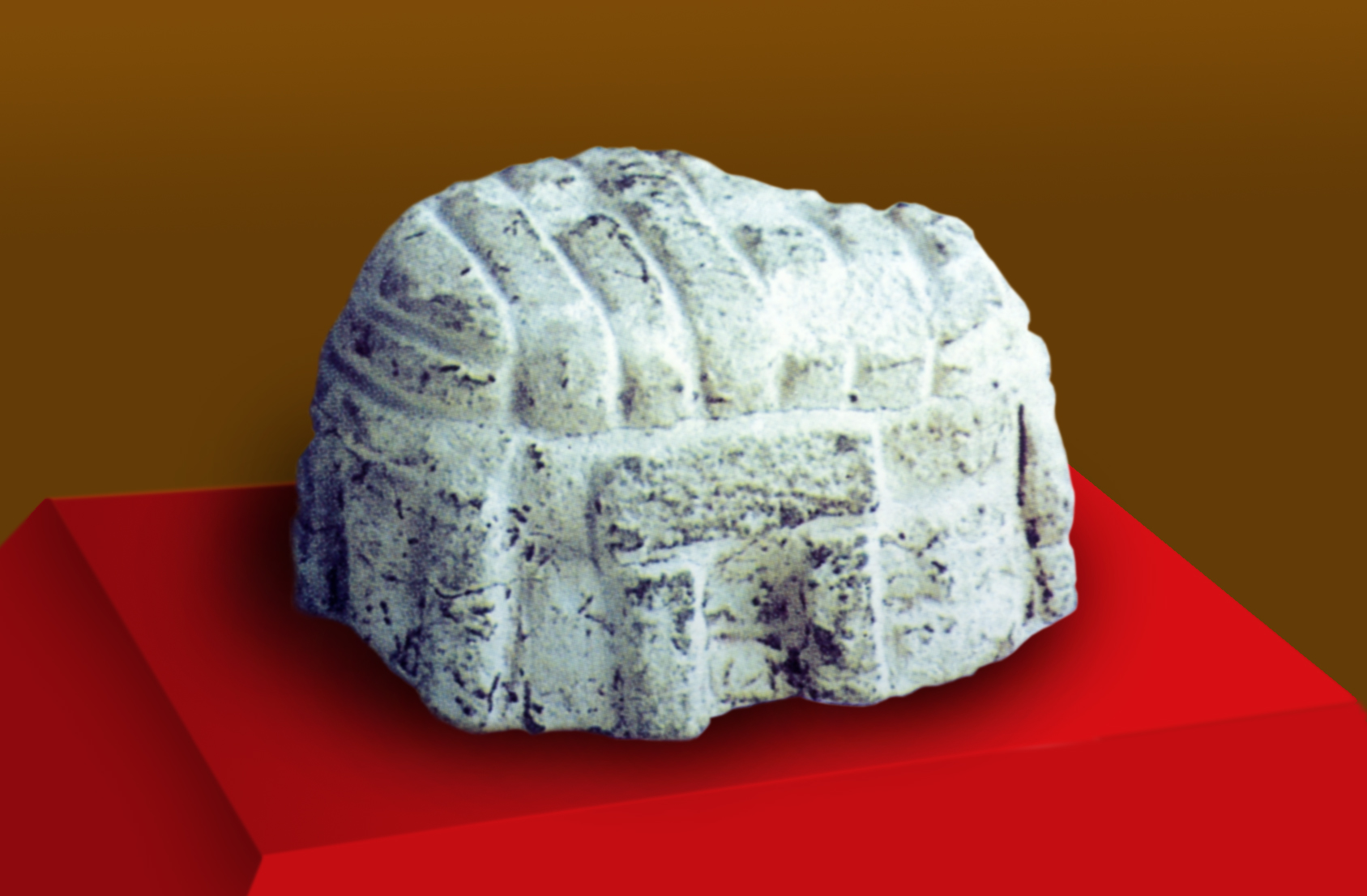
نموذج من الآثار
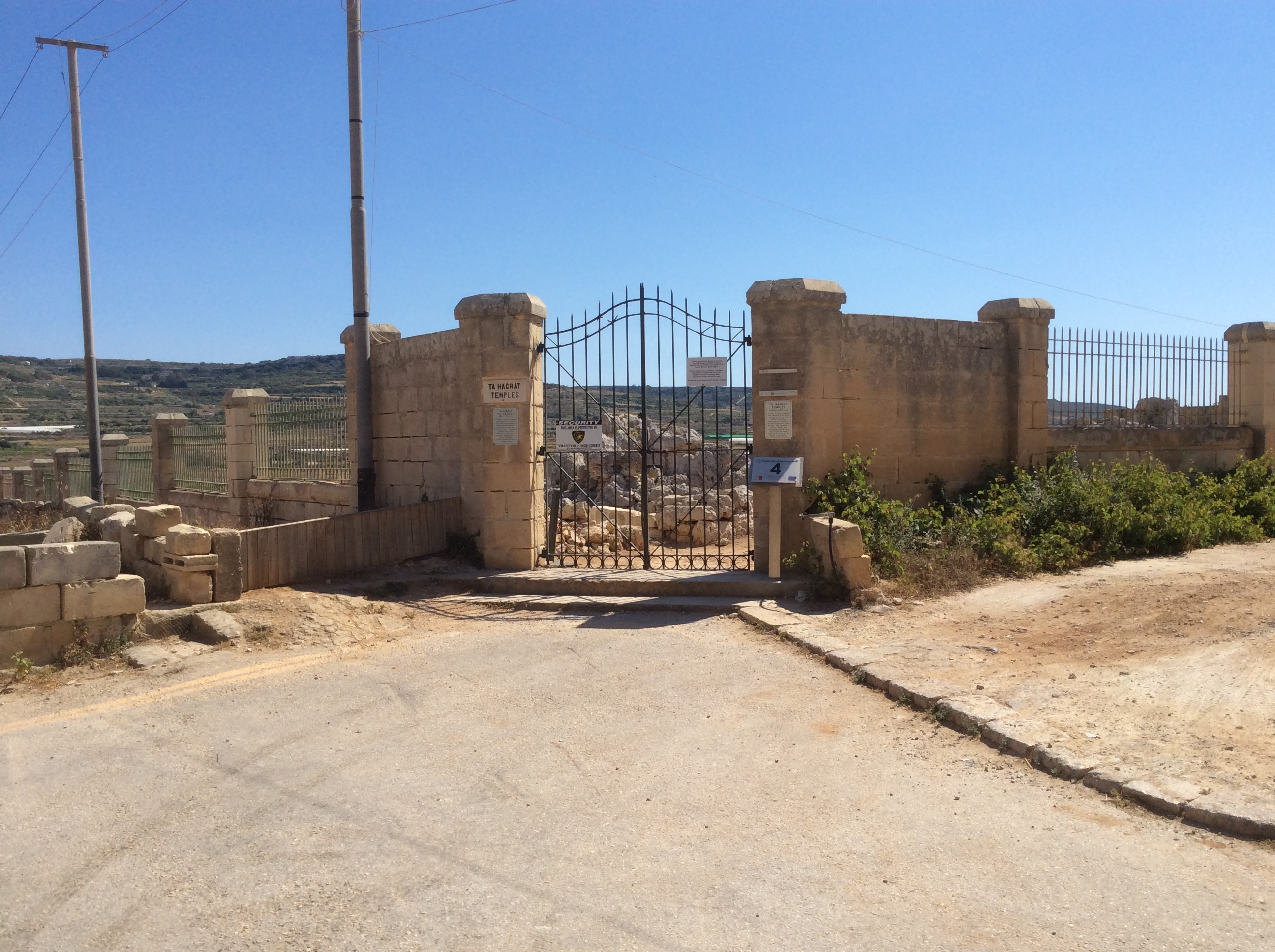
بوابة المعبد التاريخي
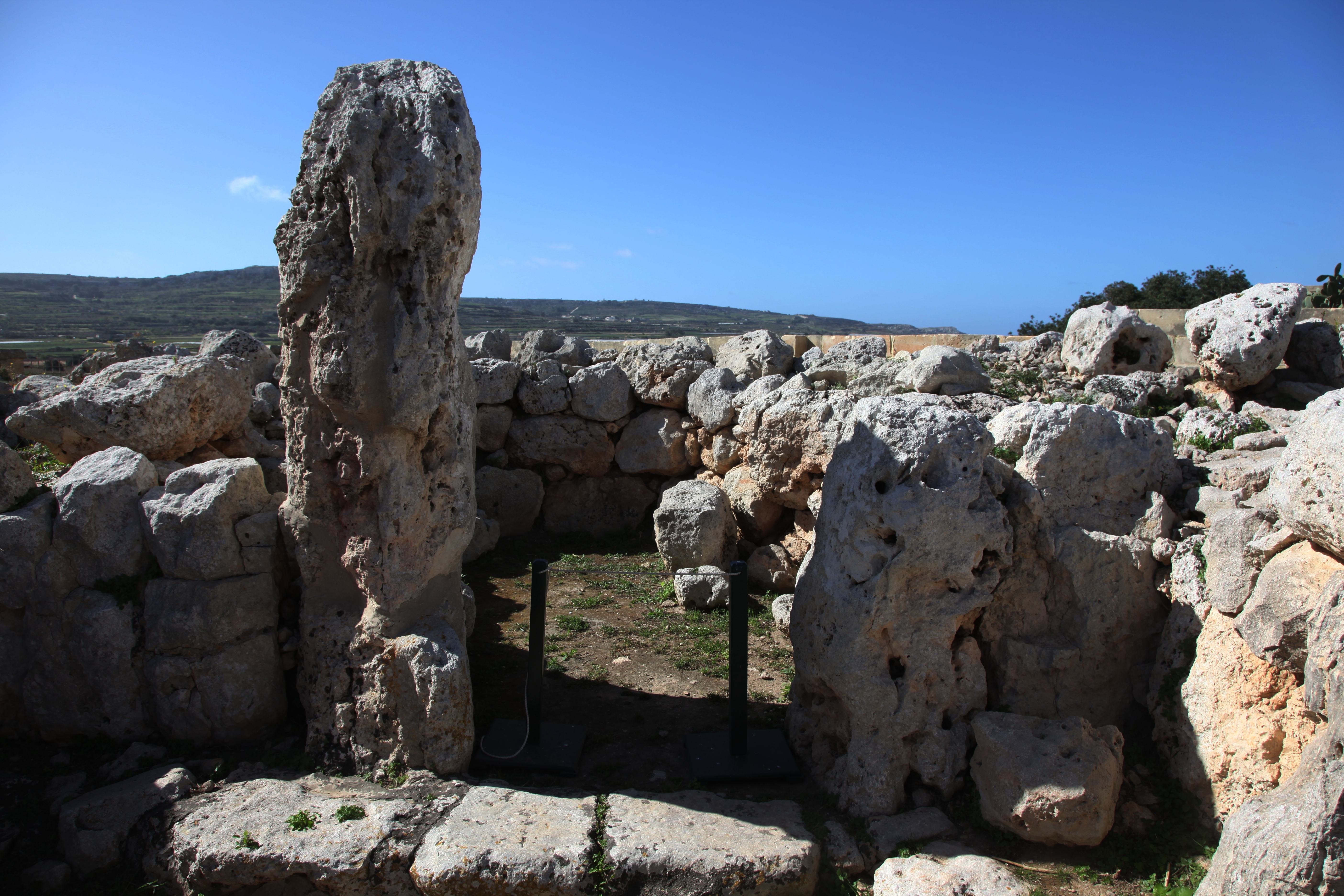
صخرة من المعبد